# Maître-autel de la chapelle de Perros-Hamon

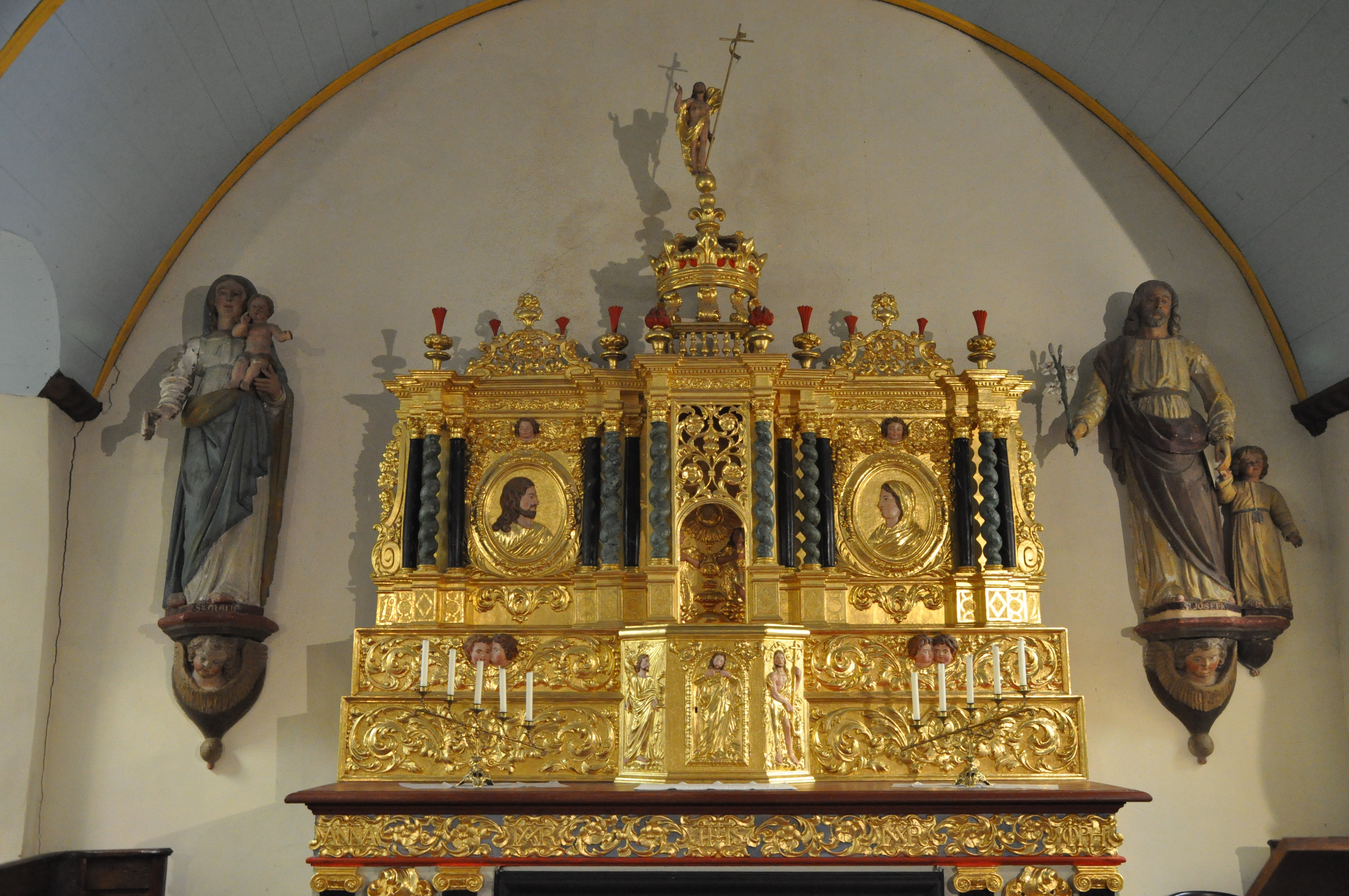
Maître-autel de la chapelle de Perros-Hamon

Le maître-autel de la chapelle de Perros-Hamon à Ploubazlanec, une commune du département des Côtes-d'Armor dans la région Bretagne en France, est un maître-autel en bois datant du premier quart du XVIIIe siècle. Il est classé monument historique au titre d'objet depuis le 5 novembre 1982. 